# I Believe I Can Fly
I Believe I Can Fly is een nummer van de Amerikaanse R&B-zanger R. Kelly uit 1997. Het is de eerste single van zijn derde studioalbum R. Tevens staat het op de soundtrack van de film Space Jam.
De ballad groeide uit tot een wereldhit, en is het bekendste nummer van R. Kelly. Het nummer bereikte de 2e positie in de Amerikaanse Billboard Hot 100. In veel landen wist het nummer ook de nummer 1-positie te behalen, ook in de Nederlandse Top 40. In de Vlaamse Ultratop 50 bereikte het nummer de 8e positie.

## NPO Radio 2 Top 2000
| Nummer met noteringen in de NPO Radio 2 Top 2000 | '99 | '00 | '01 | '02  | '03  | '04  | '05  | '06  | '07 | '08  | '09-'10 | '11  | '12  | '13 | '14  |
| ------------------------------------------------ | --- | --- | --- | ---- | ---- | ---- | ---- | ---- | --- | ---- | ------- | ---- | ---- | --- | ---- |
| I Believe I Can Fly                              | 466 | -   | 888 | 1152 | 1286 | 1264 | 1640 | 1588 | -   | 1772 | -       | 1904 | 1772 | -   | 1789 |

1. ↑  Een '-' betekent dat het nummer niet was genoteerd en een vetgedrukt getal geeft de hoogste notering aan.
2. ↑  Deze tabel is bijgewerkt tot en met de laatste editie (2024).